# Сигнак (Казахстан)
44°10′ пн. ш. 67°05′ сх. д. / 44.167° пн. ш. 67.083° сх. д.
Сигна́к — середньовічне місто в Казахстані розташоване за 18 км на північний схід від залізничної станції Тюмень-Арик. Відоме з 5–8 століть, в 11 столітті — столиця кипчаків. В 1219 році місто зруйноване монголами, проте відродилося. В 13–15 століттях столиця Білої Орди. В 15-му столітті місто неодноразово перебувало під владою узбецьких і казахських ханів, а в 16-му — під владою казахських ханів. Останні згадки про місто датуються першою половиною 17-го століття. 
Збереглися залишки стін з 15 баштами, що оточували власне місто (шахристан) площею близько 10 га, земляний вал, що захищав передмістя (рабад) площею близько 13 га, а також руїни деяких будівель 14–16 століть.